# Heure Internet
 (octobre 2023).
- Si vous ne connaissez pas le sujet, laissez ce bandeau (vous pouvez alors contacter les auteurs).
- Si vous supprimez le contenu mis en cause (vous pouvez préalablement contacter les auteurs),

argumentez précisément cette suppression dans la page de discussion
(un manque de référence n'est pas un argument ; une recherche réelle de référence doit avoir été effectuée, être formellement documentée).
 (mars 2009).
Pour les articles homonymes, voir SIT.
L’heure Internet ou temps Internet — en anglais Swatch Internet Time (sigle : SIT) ou plus simplement Internet Time — est un système alternatif de mesure de temps, introduit et commercialisé en 1998 par l'horloger suisse Swatch.
- L'un des objectifs principaux de ce concept était de simplifier la manière de se repérer dans le temps pour des personnes utilisant des fuseaux horaires différents, en abolissant justement toute notion de fuseau horaire.

De ce fait, Internet étant un lieu où se côtoient des individus vivant aux quatre coins du monde, l'heure Internet avait tout naturellement l'ambition de s'y imposer comme la nouvelle référence : c'est la raison pour laquelle cette dénomination a été choisie.
- Afin d'éviter des confusions avec le système traditionnel et de s'en affranchir totalement, l'heure Internet fait également appel à une manière alternative de découper la journée : le temps décimal.

## Description et critique
Si l'heure Internet présente selon ses partisans des avantages () par rapport au système utilisé à l'heure actuelle, un certain nombre d'inconvénients lui ont également été reprochés ().

### Un système décimal

#### Une nouvelle unité
Dans ce système, les subdivisions habituelles (heure, minute, seconde) sont remplacées par une unique unité appelée .beat (prononcé /biːt/, « battement »).
À l'instar des minutes décimales instaurées en France pendant la Révolution, les .beats sont au nombre de 1 000 par journée de 24 heures et équivalent donc chacun à 86,4 secondes, soit 1 minute et 26,4 secondes.
|  | L'introduction du système décimal se voulait à rendre l'heure Internet plus attrayante, notamment pour les informaticiens (calculs plus simples à effectuer), que le système sexagésimal utilisé traditionnellement pour le décompte du temps (des heures de 60 minutes et des minutes de 60 secondes). En effet nous avons pris l'habitude de représenter les nombres en base 10, c'est-à-dire avec dix symboles, ce qui n'est pas très compatible avec un système en base 60 : l'heure Internet rend donc la représentation du temps plus moderne bien qu'inhabituelle. Les inventeurs en parlent même comme étant plus simple. Par exemple si l'on sait qu'un événement a duré 5 500 .beats, et qu'une journée est subdivisée en 1 000 .beats, il va de soi que cette durée est équivalente à 5 jours et demi, alors que ce n'est pas aussi évident lorsque l'on parle de 132 heures : la conversion exige de résoudre un calcul, la division 132 / 24, qui n'est pas trivial. Cela dit, l'introduction d'un système décimal avait déjà échoué dans le passé sur la mesure du temps. Car le système décimal est bien moins divisible (tandis que 60 est divisible de tête par 2, 3, 4, 5, 6). Ceci est d'autant plus vrai pour d'autres calculs. Ainsi, effectuer l'addition 3 h 43 min 12 s + 1 h 26 min 24 s exige de la part de notre esprit un effort non négligeable pour arriver au résultat de 5 h 9 min 36 s, tandis qu'une addition en .beats est immédiate : 155 + 60 = 215. |
|  | A contrario, 5 h + 2 h = 7 h est plus concis et simple que l'équivalent en .beats : 208,333333 + 83,333333 = 291,666666 |

Le point du nom .beat doit en principe être prononcé, et à l'anglaise de surcroît : dot beat. Cette désignation fait allusion aux extensions des noms de domaine sur Internet (par exemple le « point org » de wikipédia.org se prononce dot org en anglais). Mais dans la pratique, à l'oral comme à l'écrit, le point est souvent oublié, et on se contente du mot beat, qui se traduit en français par « battement ».
Par synecdoque, on parle aussi de Swatch beat pour désigner le système dans son ensemble, et non seulement l'unité.

#### Subdivisions
Bien que Swatch n'ait pas spécifié d'unité plus petite que le .beat, il est naturel pour une unité à vocation standard de la diviser en des fractions décimales. On obtient ainsi une précision accrue, une granularité d'1 minute et 26,4 secondes étant jugé trop élevée.
Ainsi, en n'utilisant que des .beats entiers, une durée d'1 h 40 min devra être convertie en 69 .beats. Or ceci correspond en réalité à une valeur comprise entre 1 h 39 min 21,6 s et 1 h 40 min 48,0 s. On a donc plus de précision en utilisant des :
| deci-beats :  | 1 h 39 min 56,16    | s ≤ 69,4   | .beats < 1 h 40 min 4,80    | s, soit une précision de 8,64    | secondes, |
| centi-beats : | 1 h 39 min 59,616   | s ≤ 69,44  | .beats < 1 h 40 min 0,480   | s, soit une précision de 0,864   | seconde,  |
| milli-beats : | 1 h 39 min 59,961 6 | s ≤ 69,444 | .beats < 1 h 40 min 0,048 0 | s, soit une précision de 0,086 4 | seconde.  |

#### Exemples de conversion
| Valeur de 1 .beat dans le système actuel | Valeur de 1 .beat dans le système actuel | Valeur de 1 .beat dans le système actuel |
| ---------------------------------------- | ---------------------------------------- | ---------------------------------------- |
| 0                                        | ,001                                     | jour                                     |
| 0                                        | ,024                                     | heure                                    |
| 1                                        | ,24                                      | minute                                   |
| 86                                       | ,4                                       | secondes                                 |

| Système standard | Système standard | Système standard | Conversion en .beats | Conversion en .beats | Conversion en .beats | Conversion en .beats |
| ---------------- | ---------------- | ---------------- | -------------------- | -------------------- | -------------------- | -------------------- |
|                  | 1 jour           |                  |                      | 1 000                |                      |                      |
|                  | 1 heure          |                  |                      | 41                   | ,666 6...            |                      |
|                  | 1 minute         |                  |                      | 0                    | ,694 4...            |                      |
|                  | 1 seconde        |                  |                      | 0                    | ,011 57...           |                      |

### Fuseaux horaires: une nouvelle référence
L'heure Internet n'utilise aucun fuseau horaire : l'heure est partout dans le monde celle du siège de la compagnie. Une ligne rouge supposée représenter le méridien d'origine du système a même été tracée sur le bâtiment qui l'abrite, situé au numéro 94 de la rue Jakob Stämpfli à Bienne, en Suisse. La nouvelle référence temporelle ainsi créée a été baptisée BMT, sigle de Biel Mean Time : dans l'heure Internet, une journée commence donc par définition à minuit BMT.
|  | La manière dont est présenté le BMT (nom calqué sur le Greenwich Mean Time (GMT), représentation matérielle d'un méridien comme référence) laisse entendre que le BMT correspond à l'« heure moyenne de Bienne » (traduction littérale de Biel Mean Time), en d'autres termes que son origine est définie par l'heure solaire du méridien tracé sur la façade de Swatch. Pourtant le BMT est en réalité un équivalent du Central European Time (CET), autrement dit du fuseau horaire dans lequel est située la Suisse pendant l'heure d'hiver (UTC+1). Or le méridien ayant le CET pour heure solaire ne passe pas par les locaux de la marque, puisque sa longitude est de 15° E alors que Bienne est située à approximativement 7° 15’ E. Cette présentation du quartier général de Swatch comme origine du temps fait suspecter que ce nouveau concept s'apparentait moins à une véritable volonté de créer un format opérationnel, qu'à une tentative de « coup marketing » qui visait à communiquer autour de la marque. |

### Notation

#### Heure
L'heure Internet se caractérise par sa notation, aussi simple que possible : ce qui représente l'heure courante, c'est le nombre de .beats écoulés depuis la dernière fois qu'il a été minuit dans le repère BMT. On la note donc par ce nombre écrit sur trois chiffres (compris entre 000 et 999), et devant lequel doit être placé le caractère @. Au moins deux raisons peuvent justifier ce choix :
- Il s'agit d'une nouvelle référence à la cible privilégiée du système, le monde d'Internet, qui est souvent symbolisé ainsi.
- En anglais, il est utilisé dans de nombreux domaines comme une abréviation de la préposition at, et ce quel que soit son sens (indication de lieu, de temps, etc.) — c'est d'ailleurs dans cette optique qu'il est utilisé sur Internet : pour noter, dans une adresse électronique, l'hébergement d'un nom d'utilisateur au sein d'un serveur. 
Il est donc particulièrement bien adapté pour indiquer une heure.

Ainsi écrira-t-on @248 lorsque se seront écoulés 248 .beats (soit 5 h 57 min 7,2 s) depuis 00:00 BMT. @248 correspond par conséquent à 05:57:07.2 BMT, soit 04:57:07.2 UTC.
Lorsque des sous-multiples du .beat (voir supra) sont utilisés, on fait appel à la notation britannique : c'est le point qui sert de séparateur entre les parties entière et décimale. Par exemple : @248.27.

#### Date
Swatch n'a pas défini de format standard pour la date, mais c'est dans le calendrier grégorien qu'elle est exprimée sur le site web de la marque, préfixée par la lettre d minuscule (initiale de day, « jour »), et sous la forme jj.mm.aa (où les variables jj, mm, aa remplacent respectivement le quantième, le numéro du mois et l'année).
Par exemple, pour aujourd'hui samedi 15 mars 2025 : d15.03.2025.

### Uniformité de l'heure Internet à travers le monde et au cours de l'année
Tout comme le standard UTC sur lequel elle se base, l'une des caractéristiques de l'heure Internet est qu'à un moment donné, elle est la même partout dans le monde. Par exemple, il est actuellement @353, que l'on soit à Paris ou à Tōkyō.
|  | Cette uniformisation, alliée à une notation spécifique, permet de dater un événement sans aucune ambiguïté, tandis qu'avec le système standard, si divers points de la planète sont impliqués, une simple indication d'heure se révèle insuffisante et nécessite de préciser le fuseau horaire de référence. L'heure Internet facilite par conséquent : - la manière de rapporter l'heure à laquelle des événements se sont déroulés quel que soit l'endroit, notamment des faits d'actualité (par exemple pour les agences de presse et leurs dépêches) ; - la planification des contacts entre personnes soumises à des heures différentes mais communiquant de manière instantanée, en particulier au téléphone, sur Internet (jeux en réseau, chats, messageries instantanées, visioconférences, etc.), et à la télévision pour la retransmission de programmes en direct partout dans le monde (chaînes internationales, grands événements). |

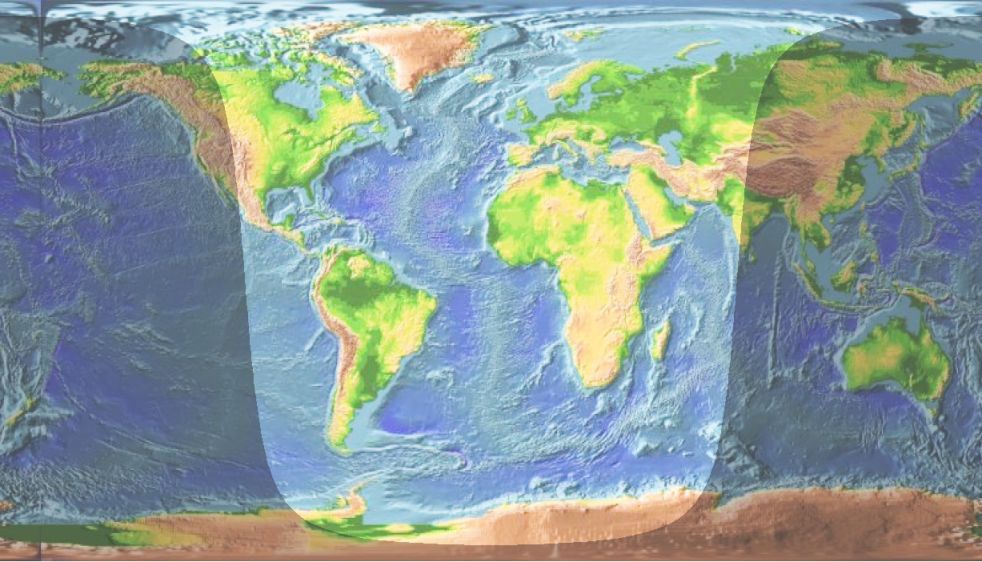
La lumière du Soleil telle qu'elle éclaire la surface terrestre un 2 avril aux environs de 13:00 UTC.

|  | Le pendant négatif de cet avantage est qu'à une heure donnée de la journée correspondent des heures Internet différentes selon les fuseaux horaires. En effet, à un moment donné, la journée est plus ou moins avancée selon le lieu où l'on se trouve (c'est la raison d'être des fuseaux horaires). Par exemple midi se produit-il à @419 à Helsinki et à @708 à New York ; de même minuit, le lever et le coucher du Soleil, ou tous les autres moments de la journée se produisent également à des heures Internet différentes suivant l'endroit où l'on se situe. Dans les cas extrêmes, même la date change selon qu'on se repère dans l'heure locale, ou l'heure Internet. Par exemple : - d15.01.2025@200 correspond au 14 janvier 2025 à 19:48 à Los Angeles ; - d15.01.2025@800 correspond au 16 janvier 2025 à 02:12 à Pékin. |

Comme le standard UTC, le système de l'heure internet abolit le changement d'heure. Pendant la période estivale le BMT passe donc au Central European Summer Time (CEST) et est à l'heure :
- des pays du CET qui ne changent pas d'heure (principalement les pays d'Afrique),
- mais aussi de ceux du Western European Time (WET), le fuseau précédent, qui sont passés à l'heure d'été — c'est-à-dire au Western European Summer Time (WEST).
- et avec un décalage à ceux du British Summer Time (BST) qui sont passés à l’heure d’été.

|  | Contrairement aux pays qui observent l'heure d'été, le décalage entre l'heure Internet et l'heure solaire est constant tout au long de l'année pour un endroit donné de la planète. |

|  | Le revers de cet avantage est que pour un lieu donné, l'heure Internet correspondant à une heure locale donnée (d'un point de vue légal et non solaire) n'est pas nécessairement la même toute l'année : par exemple à Paris, midi correspond à @500 à partir du dernier dimanche d'octobre et jusqu'au dernier dimanche de mars (CET = UTC+1), mais à @458 le reste de l'année (CEST = UTC+2). |

### L'heure Internet et les normes
L'heure internet n'est pas une norme standard puisque c'est un organisme international appelé Organisation internationale de normalisation (ISO) qui est chargé de les définir. En l'occurrence pour la représentation de la date, les standards pour la mesure du temps sont la norme ISO 8601, qui s'appuie sur l'UTC ; et le Système international (SI) utilise la seconde. L'ISO tend à éviter de définir plusieurs normes pour le même besoin.

## Lancement et succès rencontré
La cérémonie de lancement de l'heure Internet a eu lieu le 23 octobre 1998, en présence de Nicolas Hayek, président (et à l'époque directeur) du Groupe Swatch, son fils G. Nicolas Hayek, et Nicholas Negroponte, fondateur et directeur du Media Laboratory au MIT, qui s'est intéressé de près à la mise au point du format.
L'un des points cruciaux dans la stratégie de Swatch était de rendre caduque la conversion en permettant aux utilisateurs d'avoir accès à tout moment à l'heure Internet courante. À partir de l'année 1999, la marque a donc produit plusieurs modèles de montres affichant à la fois l'heure Internet et l'heure traditionnelle, et proposé sur son site des applications permettant d'afficher en permanence l'heure Internet sur son ordinateur ou son assistant personnel.
Au niveau légal, l'heure Internet n'a pas été brevetée, et aucune de ses dénominations n'a été déposée en tant que marque (si ce n'est swatch THE CREATOR OF INTERNET TIME, « swatch LE CRÉATEUR DE L'HEURE INTERNET ») afin de permettre à tous d'intégrer librement le format dans ses produits et donc d'en accroître la facilité d'accès.
Ainsi, des programmes (notamment des widgets) et des sites web remplissant cette fonction ont été développés indépendamment de Swatch.
La marque est même parvenue à convaincre des sites aussi influents que celui de CNN ou d'Apple d'intégrer ce nouveau format, qui est également affiché dans le hall du Centre Pompidou, à Paris. Il a été instauré comme référence temporelle sur ICQ, et le jeu vidéo Phantasy Star Online l'a utilisé dès son lancement en 2000 sur la Dreamcast afin de faciliter les parties intercontinentales entre les Japonais, les Américains et les Européens à qui le jeu offrait la possibilité de s'affronter sur les mêmes serveurs.
En mars 2001, Ericsson a sorti le T20e, un modèle de téléphone mobile qui offrait à l'utilisateur la possibilité d'afficher l'heure Internet ; aucun de ses successeurs n'a été à nouveau équipé de cette option.
Nicholas Negroponte n'a pas caché son enthousiasme à l'égard de ce nouveau format. Il a ainsi déclaré :
- « Ce n'est que le début, le début de la prise de conscience que le cyberespace ne connaît pas de limite, pas de contrainte. »

| Citation en anglais | This is just the beginning, the beginning of understanding that cyberspace has no limits, no boundaries. |
- « Le cyberespace ne connait ni saison, ni jour ni nuit. L'heure Internet est l'heure absolue pour tout le monde. L'heure Internet n'est pas géopolitique. Elle est globale. Dans le futur, pour de nombreuses personnes, l'heure réelle sera l'heure Internet. »

| Citation en anglais | Cyberspace has no seasons and no night and day. Internet Time is absolute time for everybody. Internet Time is not geopolitical. It is global. In the future, for many people, real time will be Internet Time. |
Pourtant, malgré une certaine période d'engouement auprès d'un public qualifié de « techno-enthousiaste » ou de geek, et une large médiatisation à ses débuts, la révolution espérée et annoncée n'a pas eu lieu : l'usage de l'heure Internet est en effet resté marginal, surtout en dehors des espaces virtuels. Peu à peu abandonnée par ceux qui ont tenté l'expérience, elle a acquis une dimension plus affective et ludique que pratique auprès de ceux qui lui sont restés fidèles.